# J'ai dix-sept ans
Pour plus de détails, voir Fiche technique et Distribution.
J'ai dix-sept ans est un film français réalisé par André Berthomieu, sorti en 1945.

## Synopsis
Bob, un jeune étudiant, vit avec sa mère, la belle Suzanne, dont il est très proche. Lorsqu'il comprend que Suzanne est sensible au charme du romancier Maurice Fleurville, il vit cela comme une trahison. Il faudra toute l'intelligence des deux adultes pour qu'il change d'attitude.

## Fiche technique
- Titre original : J'ai dix-sept ans
- Autre titre : J'ai 17 ans
- Réalisation : André Berthomieu
- Scénario et dialogues : Paul Vandenberghe d'après sa pièce homonyme en quatre actes, Editions Musy, Paris, 1946
- Photographie : Jean Bachelet
- Montage : Henriette Wurtzer
- Musique : Henri Verdun
- Décors : Raymond Nègre
- Son : Pierre Calvet
- Producteurs : Raymond Eger, Adrien Remaugé, Roger de Venloo
- Directeur de production : Jean Erard
- Société de production : S.N. Pathé Cinéma, Majestic Films
- Société de distribution : Pathé Consortium Cinéma, puis Pathé Films
- Pays de production :  France
- Format : Noir et blanc — 35 mm — 1,37:1 — Son : Mono
- Genre : Comédie dramatique
- Durée : 85 minutes
- Visa de censure N° 777 délivré le 19 août 1945

Certificat de censure : Tous publics
- Date de sortie :
  - France : 12 septembre 1945

## Distribution
- Jacqueline Delubac : Suzanne
- Gérard Nery : Bob
- Aimé Clariond : le romancier Maurice Fleurville
- Madeleine Suffel : Louise, la femme de chambre
- Jacques Louvigny : l'oncle Victor
- Jacques Famery : René
- Charles Bouillaud : le pion
- Jean Diener : le prof de philo
- Paul Faivre : le prof de première
- Louis Florencie : le proviseur
- Robert Moor : Firmin, le valet de chambre
- Michel Roux
- Jacques Vertan
- Guy Loriquet : Ménard
- Christiane Sertilange : Mado
- Monique Darritz